# Воронцовка (Ейский район)
Воронцо́вка (бывш. Михельсталь, нем. Michaelstal; с 1893 года — Воронцовское) — село в Ейском районе Краснодарского края, входит в состав Кухаривского сельского поселения.

## География
Расположено на берегу Таганрогского залива Азовского моря, в 18 км юго-западнее города Ейск. Имеется детский лагерь отдыха.

## История

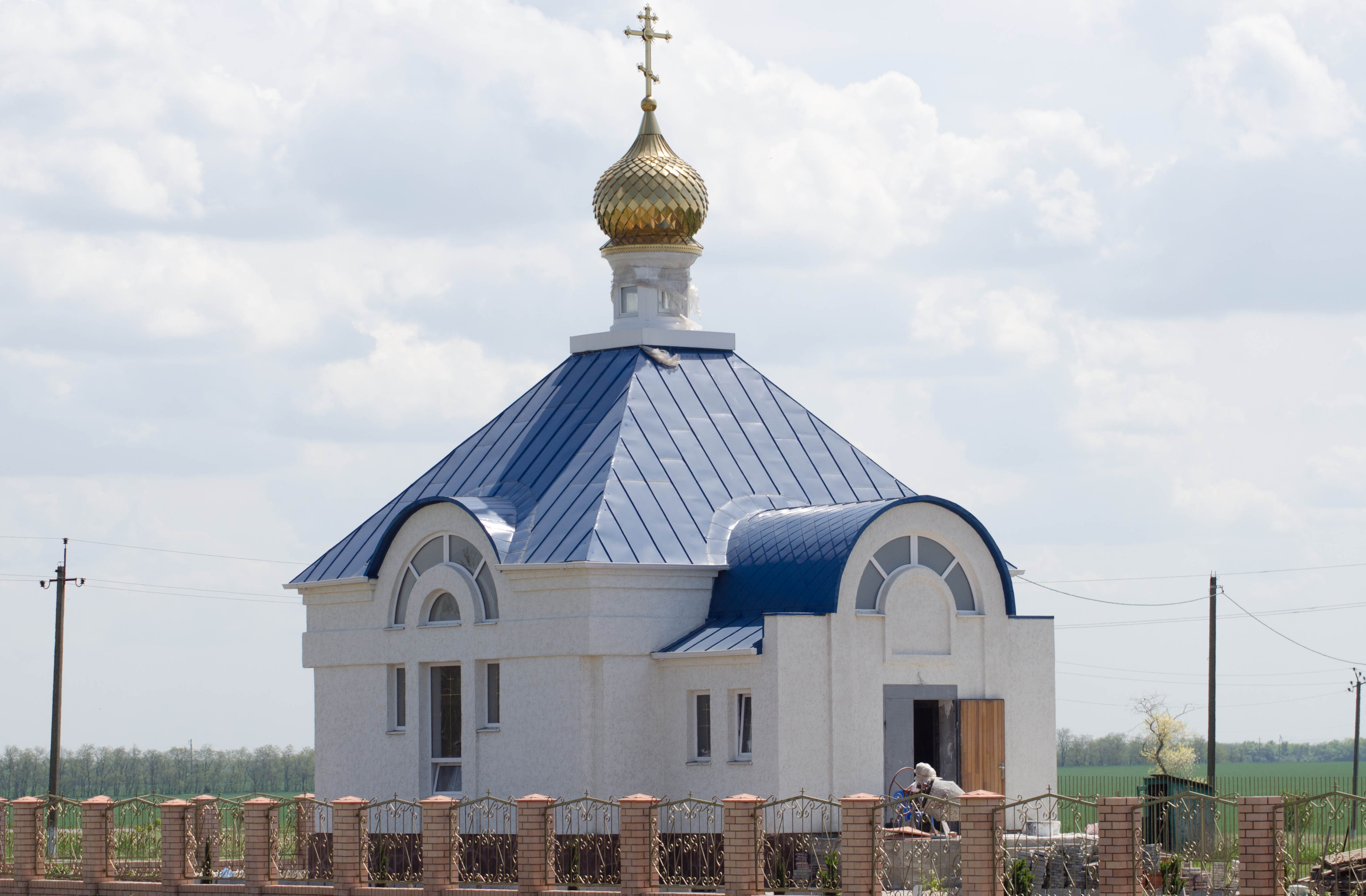
Церковь в селе Воронцовка.

Немецкая лютеранская колония Михельсталь (также Михаэльсталь) основана в 1853 году (по другим сведениям — в 1852 году) на земле Черноморского казачьего войска, в урочище «Широка Падина» переселенцами из Рибенсдорфской колонии Острогожского уезда Воронежской губернии «с целью снабжать городских жителей хорошими припасами и примером заохочивать коренное население Черномории к улучшению хозяйства и распространению разного мастерства». Название получила по имени Михаила Семёновича Воронцова, бывшего наместником на Кавказе. В 1857 году колония насчитывала 32 дома и 220 жителей обоего пола.
Позже встречается в документах под именем Воронцовской колонии. Переименована в село Воронцовское в 1893 году.
До 1917 года село входило в состав Ейского отдела Кубанской области. По состоянию на 1926 год в нём размещались кирпичный завод, сельскохозяйственное кооперативное товарищество, средняя школа, изба-читальня.
17 июля 2013 г. возле села произошёл инцидент, послуживший ухудшению российско-украинских отношений и фактически предшествовал российской агрессии в Украине в феврале 2014 года.  Катер российской пограничной службы столкнулся с украинским рыболовным баркасом. В результате инцидента четверо рыбаков погибли, единственного уцелевшего из них Александра Федоровича в России госпитализировали, а позже арестовали, обвиняя в незаконном вылове рыбы. Благодаря дипломатическим усилиям консульства Украины в Ростове-на-Дону 6 ноября Александр Федорович вернулся в Украину, суд в РФ должен был состояться в феврале 2014 года. Многие исследователи и аналитики рассматривали инцидент как фактор, который помог российской стороне в прогнозировании возможных интервенций по контролю над Украиной — выдача Федоровича украинской стороне, дипломатические усилия, сотрудничество/противоборство дипломатии официальных Киева и Москвы по этому поводу и международный фон вопроса.

## Население
| 1853  | 1859  | 1882  | 1894 | 1897 | 1917 | 1920 |
| ----- | ----- | ----- | ---- | ---- | ---- | ---- |
| 182   | ↗225  | ↗495  | ↗655 | ↗713 | ↗800 | ↘680 |
| 1926  | 2002  | 2010  |      |      |      |      |
| ↗1108 | ↗2193 | ↘2189 |      |      |      |      |

## Экономика
В мае 2007 года администрация Краснодарского края заявила о планах строительства в Воронцовке нового порта мощностью до 20 млн тонн в год. Новый порт должен был заменить порт Ейска, который, в свою очередь, стал бы исключительно пассажирским. Однако, проект не получил одобрения в Министерстве обороны России, а новым вариантом размещения порта стала территория Камышеватской косы близ станицы Камышеватской.